# Jean-Paul-Gymnasium Hof
Das Jean-Paul-Gymnasium ist ein musisches, neusprachliches, humanistisches und seit Beginn des Schuljahres 2020/2021 ein naturwissenschaftlich-technologisches Gymnasium in Hof (Saale). Benannt ist es nach seinem ehemaligen Schüler, dem Schriftsteller Jean Paul (1763–1825). Das Gymnasium ist den Schülerzahlen nach das kleinste Gymnasium in Hof. Es ist der Sitz des Ministerialbeauftragten für die Gymnasien im bayerischen Regierungsbezirk Oberfranken. Seinen Namen trägt es seit 1946. Am 28. Juli 2012 schloss es sich dem Netzwerk Schule ohne Rassismus – Schule mit Courage an; die Patenschaft übernahm Hans-Peter Friedrich. Das Jean-Paul-Gymnasium ist Umweltschule in Europa.

## Profil
Im sprachlichen, musischen, humanistischen und naturwissenschaftlich-technologischen Zweig können ab der fünften Klasse entweder Englisch oder Latein als erste Fremdsprache gewählt werden. In der sechsten Jahrgangsstufe kommt dann die jeweils andere Sprache als zweite Fremdsprache hinzu. Im sprachlichen Zweig ist ab der achten Jahrgangsstufe Französisch die dritte Fremdsprache, im humanistischen Zweig ist es Altgriechisch. Im musischen und naturwissenschaftlich-technologischen Zweig sind nur zwei Fremdsprachen vorgesehen. In der 11. Jahrgangsstufe des neuen G9 kann außerdem in allen Zweigen die erste oder die zweite Fremdsprache durch die spätbeginnende Fremdsprache Spanisch ersetzt werden.
Im musischen Zweig besteht eine Kooperation mit den Hofer Symphonikern. Im kostenlosen Instrumentalunterricht mit Lehrkräften der orchestereigenen Musikschule stehen den Schülerinnen und Schülern im Wesentlichen alle Orchesterinstrumente ab der 5. Jahrgangsstufe zur Verfügung. Einige Konzerte werden gemeinschaftlich abgehalten. In den nicht-musischen Zweigen wird in Kooperation mit den Hofer Symphonikern und dem Theater Hof in der fünften und sechsten Jahrgangsstufe eine Musical- und Tanzklasse angeboten.
Im naturwissenschaftlich-technologischen Zweig werden ab der 8. Jahrgangsstufe verstärkt Physik, Chemie und Informatik unterrichtet.
Da sich die Schülerzahlen pro Klasse auf durchschnittlich 21 Schüler belaufen, während die offizielle Obergrenze der Klassenstärke für Gymnasien bei 33 Schülern liegt, kommen verhältnismäßig kleine Klassen zustande, die eine intensive individuelle Förderung ermöglichen können.
Im Schuljahr 2023/24 wurden in der 10. Jahrgangsstufe Tabletklassen mit schuleigenen iPads als Pilotprojekt eingeführt. Ab dem Schuljahr 2024/25 werden ab der 9. und 10. Jahrgangsstufe schülereigene Tablets im Rahmen des geförderten Schulprogramms Digitale Schule der Zukunft (DSdZ) des Freistaats Bayern ermöglicht.

### Schulfahrten
Die 5. Jahrgangsstufe fährt jedes Schuljahr zu einem einwöchigen Aufenthalt in das Schullandheim nach Plothen. Die 7. und 8. Klassen nehmen jeweils eine Woche an einem Schulskikurs teil. In der 10. Jahrgangsstufe fahren die Schüler jedes Jahr für eine Woche nach Berlin und die gemeinsame Studienfahrt in der Oberstufe führt in wechselnde Metropolen Europas. Im Fach Griechisch können die Schüler in der 10./11. Klasse alle zwei Jahre nach Griechenland reisen. Alle zwei Jahre besteht jahrgangsstufenübergreifend für Schüler im Fach Französisch die Möglichkeit, eine fünftägige Studienfahrt nach Paris zu unternehmen.

### Schulische Aktivitäten (Auswahl)

#### Musik, Konzerte und Musical
Für die musikalische Weiterentwicklung gibt es verschiedene Ensembles: die Big Band, das Orchester, den Unterstufenchor und den Großen Chor. Gemeinsam mit den Hofer Symphonikern gestalten die Schüler jedes Jahr mehrere Konzerte wie das Adventskonzert und das Sommerkonzert.
Die 5. und 6. Klassen, wenn sie nicht zum musischen Zweig gehören, können sich in der Tanz- und Musicalklasse und danach zweigunabhängig ab der 7. Jahrgangsstufe im Wahlunterricht „Großes Musical“ engagieren. Beide geben am Ende des Jahres eine Vorstellung.

#### Weiterer Wahlunterricht (Auswahl)
Die Schülerinnen und Schüler können unter anderem in der Schülerzeitung, im Schulgarten oder in der Theater-AG in Zusammenarbeit mit dem Theater Hof tätig werden. Die Schülerzeitung heißt Nuntius (Bote) und betreibt auch ein Schülerradio. In der regionalen Begabtenförderung Oberfranken bietet das Jean-Paul-Gymnasium Hof Kurse für die Jahrgangsstufen 6–10 in den Unterrichtsfächern Biologie, Physik und Kunst an.
Für technisch interessierte Schüler werden unter anderem Arbeitsgruppen für naturwissenschaftliches Experimentieren und Robotik eingerichtet. In der regionalen Begabtenförderung Oberfranken bietet das Jean-Paul-Gymnasium Hof Kurse für die Jahrgangsstufen 6–10 in den Unterrichtsfächern Biologie, Physik und Kunst an. Darüber hinaus bietet die Schule einen Videokurs zum Filmen und Schneiden von Videofilmen für den schuleigenen Youtube-Kanal.

#### Sport (Auswahl)
Das sportliche Angebot umfasst Kurse für Sportarten wie beispielsweise Fußball, Tennis, Turnen, Tischtennis und Schwimmen. Das Jean-Paul-Gymnasium nimmt unter anderem am Hofer Sportabzeichenwettbewerb teil, in dem das Deutsche Sportabzeichen mit Leistungen in den Bereichen Kraft, Ausdauer, Schnelligkeit, Koordination und Schwimmfertigkeit erlangt werden kann. Die Schüler haben in den Schulpausen die Möglichkeit, Spielgeräte auszuleihen oder auf dem Schulhof die Tischtennisplatten zu benutzen.

#### Weitere jährliche Veranstaltungen (Auswahl)
Am letzten Sonntag vor den Sommerferien findet jährlich auf dem Schulgelände das Schulfest statt. Dort werden neben der Verpflegung der Gäste verschiedene Sonderveranstaltungen einzelner Klassen, Musik- und Musicalaufführungen der Schüler sowie eine Lotterie mit Losverkauf angeboten. Am letzten Schultag vor den Weihnachtsferien findet immer die Informationsmesse „Students-4-Students“ der Unternehmerinitiative Hochfranken statt, bei der ehemalige Absolventen des Jean-Paul-Gymnasiums den aktuellen Schülern der Oberstufe ihre Ausbildungs- und Studiengänge vorstellen.

### Offene Ganztagsschule
Das Gymnasium bietet Schülern der Jahrgangsstufen 5–7 die Möglichkeit, kostenlos die offene Ganztagsschule zu besuchen. Dabei werden sie von Fachkräften beaufsichtigt und ihnen wird bei den Hausaufgaben geholfen. Sie können auch sportliche oder künstlerische Aktivitäten ausführen. Unabhängig von der offenen Ganztagesschule wird auch eine Schulmensa angeboten.

## Geschichte

Ehemaliges Sommerhaus der Franziskaner, heute Musiksaal des Jean-Paul-Gymnasiums

Das Gymnasium zählt zu den ältesten Schulen im deutschsprachigen Raum. Es ist aus dem Hofer Gymnasium Albertinum hervorgegangen, welches 1546 von Markgraf Albrecht Alcibiades von Brandenburg-Kulmbach gegründet wurde und war mit dem Kloster Hof verbunden, das in der Folge der Reformation aufgelöst wurde. Nach der Eingliederung der Stadt Hof in das Königreich Bayern war das Gymnasium ab 1811 vorübergehend geschlossen, wurde 1817 jedoch als Königlich humanistisches Gymnasium wiedereröffnet. Verschiedene Rektoren bzw. Lehrer haben häufige Publikationstätigkeiten entwickelt. In der Zeit der Reformation haben sie sich für die Einführung des Protestantismus in der Stadt engagiert und waren durch theologische Studien auch in kirchlichen Ämtern, z. B. als Pfarrer oder Superintendenten, tätig. In mehreren Fällen trugen sie zur Erforschung und Dokumentation der Hofer Stadtgeschichte bei.

### Ehemalige Schulleiter (Auswahl)
- Nikolaus Medler (1527–1531, in der früheren Latein- und Pfarrschule)
- Jacob Schlemmer (1546–1548, 1566–1574)
- Johann Streitberger (Superintendent, 1548–1566)
- Enoch Widmann (1596–1615)
- Johann Christoph Layritz (1686–1691)
- Johann Christoph Weiß (1691–1695)
- Johann Joseph Seyler (1704–1713)
- Paul Daniel Longolius (1735–1779)
- Georg Wilhelm Kirsch (1779–1795)
- Johann Theodor Benjamin Helfrecht (1795–1808)
- Georg Stephan Lechner (Begründer des heutigen Johann-Christian-Reinhart-Gymnasiums, 1822–1853)
- Heinrich Gebhardt (1853–1868)
- Gottfried Friedlein (1868–1875)
- Georg Friedrich Unger (1875–1877)
- Georg Helmreich (1899–1901)
- Friedrich Ebert (1936–1947)

### Ehemalige Lehrkräfte (Auswahl)
Andreas Pancratius (1529–1576), ein lutherischer Gelehrter, unterrichtete an der Schule. Der Theologe und Astronom Johann Christian Seidel (1699–1773), ein ehemaliger Schüler, war dort Gymnasialprofessor der Theologie. Der Altphilologe Johann Christian Kapp (1764–1793) wirkte als Lehrer und Konrektor am Gymnasium. Der Maler Georg Könitzer (1818–1885) war Zeichenlehrer.
Auch der Künstler Max Escher (1901–1976), der ehemaliger Schüler der Bildungseinrichtung war, arbeitete in der Schule als Kunsterzieher. Ebenso unterrichteten dort Karl Keyßner (1906–1978), ein bekannter klassischer Philologe sowie der Physiker und Optiker Karl Strehl (1864–1940).

### Historische Bibliothek
Die ursprüngliche „Bibliothec zu der Schulen zum Hof“ wurde 1591 eingerichtet und umfasste 131 Werke. Unter dem Rektor Longolius im 18. Jahrhundert wurden dem Gymnasium mittels Spendenaufruf Bücher gespendet, darunter teilweise größere Buchsammlungen und seltene Werke aus der Zeit des 16., 17. und 18. Jahrhunderts. Die Verwaltung des Altbestandes bis 1850 steht unter der Aufsicht der Universitätsbibliothek Bayreuth. Inzwischen umfasst die Bibliothek 40.000 Werke, darunter 2.797 Titel, unter anderem eine Reihe von Inkunabeln, die vor dem 19. Jahrhundert gedruckt wurden. Es ist geplant, die Bibliothek in nächster Zeit der Öffentlichkeit, vor allem Wissenschaftlern, zugänglich zu machen.

### Historische Mineraliensammlung
Am Jean-Paul-Gymnasium befindet sich eine umfangreiche Mineraliensammlung des ehemaligen Schulleiters Longolius, die dieser in den Jahren 1735 bis 1778 zusammentrug. Sie wird seit 2006 in einem historischen Barockschrank aufbewahrt. Die darin enthaltenen Marmor-Platten aus Hof und Umgebung wurden 2021 von Wissenschaftlern der Technischen Universität München zur Erforschung von Dekorgesteinen aus Bayreuth untersucht. 2024 wurden sie gemeinsam mit den Ergebnissen dieser Forschung in Zusammenarbeit mit dem Haus der Bayerischen Geschichte in einer Landesausstellung zum Barock in Bayern und Böhmen zunächst im Museum der Bayerischen Geschichte und danach im Prager Nationalmuseum veröffentlicht.

## Gebäude

### Baugeschichte und Schulgelände
Das Jean-Paul-Gymnasium besitzt neben dem historischen, denkmalgeschützten Sommerhaus der Franziskaner von 1546 ein Hauptgebäude, das aus einem Altbau (ab 1962 erweitert, renoviert und modernisiert) und einem Neubau (Baujahr 1983) besteht. Beide Gebäudeteile sind durch ein zentrales Treppenhaus mit Haupteingang verbunden und besitzen im Untergeschoss weitere Ausgänge zum tiefer gelegenen Sigmundsgraben mit direkt anliegender Bushaltestelle.

Zusätzlich wurde für zwei weitere Klassen und die offene Ganztagsschule ein Modulbau Anfang der 2000er-Jahre am benachbarten städtischen Spielplatz Auguststraße errichtet. Die Gebäudeteile umschließen den schuleigenen Pausenhof mit einer eigenen PKW- und Feuerwehrzufahrt von der Theaterstraße aus. Zum Schulgelände gehört ein Schulgarten, angrenzend an den Schulbereich der Neustädter Grundschule. Seit 2022 gibt es außerhalb der Stadt einen Schulwald auf einem Forstgelände der Hospitalstiftung Hof, der als Lern- und Erlebnisraum dient.

Mit dem Abschluss im Jahr 2024 wurden der naturwissenschaftliche Übungsraum sowie der dazugehörige Vorbereitungsraum für die Unterrichtsfächer Biologie und Chemie saniert und technisch modernisiert.

### Sportstätten
- Rudolf-Lion-Halle am Jean-Paul-Gymnasium (Baujahr 2007)[44]
- Schwimmhalle des Schulzentrums am Rosenbühl

## Schulleitung und MB-Dienststelle
Seitdem das Jean-Paul-Gymnasium seit 1946 Sitz des Ministerialbeauftragten für die Gymnasien in Oberfranken ist, wird die Schule vom Ministerialbeauftragten (MB) formal geleitet. Die täglichen Aufgaben des Schulleiters nimmt die ständige Stellvertretung des Ministerialbeauftragten wahr, seit August 2025 ist dies Martina Schmidt-Kessel. Zum Bezirk der MB-Dienststelle gehören über 40 Schulen in Oberfranken.

## Ehemalige Schüler (Auswahl)
- Christoph Schleupner (1566–1635), lutherischer Geistlicher und Theologe
- Johann Georg Layritz (1647–1716), Universalgelehrter, Prinzenerzieher in Bayreuth und Generalsuperintendent der Thüringer Kirchen
- Peter Christian Wagner (1703–1764), Mediziner und Naturforscher
- Johann Georg Hager (1709–1777), Pädagoge und Geograph
- Johann Kapp (1739–1817), klassischer Philologe, lutherischer Geistlicher und Theologe, Schüler und Lehrer am Gymnasium
- Johann Bernhard Lippert (1752–1819), evangelischer Theologe und Hochschullehrer an der Universität Erlangen
- Johann Christian Reinhart (1761–1847), Maler, Zeichner, Radierer
- Johann Bernhard Hermann (1761–1790), Schriftsteller
- Jean Paul (1763–1825), Schriftsteller
- Johann Gottlieb Eduard von Stainlein (1785–1833), bayerischer Gesandter und ungarischer Magnat
- Julius Georg Knoll (1790–1851), Appellationsgerichtsrat und Schwurgerichtspräsident in Amberg
- Karl Ludwig Sand (1795–1820), Burschenschafter, evangelischer Theologe
- Johann Georg August Wirth (1798–1848), Schriftsteller, Politiker
- Philipp Ludwig von Seidel (1821–1896), Mathematiker, Optiker und Astronom
- Iwan von Müller (1830–1917), klassischer Philologe, Pädagoge
- Georg Christian Petzet (1832–1905), Schriftsteller, Journalist, Redakteur
- Otto Carl Gottlieb von Schrön (1837–1917), Mediziner und Epidemiologe
- Heinrich Berchtold (1844–1907), Schweizer Unternehmer und Politiker
- Friedrich Scharff (1845–1918), Jurist, Politiker und Bürgermeister von Erlangen (1878–1880)
- Alexander Mitscherlich (1908–1982), Arzt, Psychoanalytiker
- Friedrich Wilhelm Singer (1918–2003), praktischer Arzt, Heimatforscher und Volkskundler der Fichtelgebirgsregion
- Claus Henneberg (* 1928), Schriftsteller
- Jürgen Warnke (1932–2013), Politiker
- Wilhelm Freiherr von Waldenfels (1932–2021), Mathematiker
- Peter Badura (1934–2022), Staatsrechtler
- Reiner Schmidt (1936–2025), Rechtswissenschaftler
- Dieter Richter (* 1938), Germanist
- Gunther le Maire (* 1941), Kunstmaler, Kulturmanager und Publizist
- Georg Freiherr von Waldenfels (* 1944), Politiker
- Wolfgang Merkel (* 1952), Politikwissenschaftler
- Michael Hallek (* 1959), Internist mit Schwerpunkt Hämatologie und Internistische Onkologie
- Michael Thumser (* 1959), Journalist und Autor
- Günther Schörner (* 1960), Klassischer Archäologe
- Christian Zgoll (* 1969), klassischer Philologe
- Eva Döhla (* 1972), Oberbürgermeisterin der Stadt Hof (Saale)
- Johannes Boris Borowski (* 1979), Komponist
- Nora Gomringer (* 1980), Lyrikerin
- Stefanie Hofmann (* 1983), Flötistin, Musikpädagogin
- Linda-Philomène Tsoungui (* 1992), Schlagzeugerin, Perkussionistin, Produzentin
- Kristan von Waldenfels (* 2000), Politiker

## Preise / Auszeichnungen (Auswahl)
- Landespreis für W-Seminararbeiten des Bayerischen Clubs zur Förderung bayerischer Kultur 2013 im Fach Musik[47]
- Preis der Bayerischen Volksstiftung im Landeswettbewerb Erinnerungszeichen 2015/16 im Fach Geschichte[48]
- 2. Preis Landeswettbewerb Mathematik Bayern 2016[49]
- 1. Platz „Planspiel Börse“ der Sparkasse Hochfranken 2017 und 2020 im Fach Wirtschaft und Recht[50]
- Preis für den Beitrag mit der anspruchsvollsten Idee und Quellenarbeit beim Schülerwettbewerb „Schicksale der jüdischen Hofer im Nationalsozialismus (1933–1945)“ 2019[51]
- Umweltschule in Europa 2024 (seit 2013)[52]
- Landessieger im 35. Landeswettbewerb Alte Sprachen 2023 im Fach Latein[53]
- P-Seminarpreis der Unternehmerinitiative Hochfranken 2023 im Fach Wirtschaft und Recht[54]
- Regionalsieger Oberfranken P-Seminarpreis 2022/24 im Fach Geschichte[55]
- P-Seminarpreis der Unternehmerinitiative Hochfranken 2024 im Fach Geschichte[56]
- P-Seminarpreis der Unternehmerinitiative Hochfranken 2024 im Fach Musik[57]
- P-Seminarpreis des Nordoberfränkischen Vereins für Natur-, Geschichts- und Landeskunde 2025 im Fach Geschichte[58]
- 1. Platz des Hofer Sportabzeichenwettbewerbs 2025[59]

## Förderverein
Die Gedächtnisstiftung des Jean-Paul-Gymnasiums Hof e. V. ist seit 1953 eine Initiative von ehemaligen Absolventen, Lehrern und Eltern, um die Bildung und Entwicklung der Schüler des Gymnasiums zu fördern. Mithilfe von Spenden und Mitgliedsbeiträgen werden unter anderem Studienfahrten finanziell unterstützt, Anerkennungspreise ausgegeben oder weitere Anschaffungen in der Schulausstattung finanziert.